# Vita sexualis
Vita sexualis (ヰタ・セクスアリス?, Wita Sekusuarisu) è un romanzo di letteratura erotica scritto e fatto pubblicare per la prima volta nel 1909 dallo scrittore giapponese Mori Ōgai (1862-1922).
Nel 1909, quando l'opera venne pubblicata, il Giappone si era aperto da poco più di un trentennio appena alla realtà del mondo occidentale ed il paese era fortemente diviso tra favorevoli all'innovazione e fedeli ad oltranza della tradizione. Il diario di Kanai Shizuka, che all'epoca diede vasto scandalo, incorrendo per il suo contenuto "scabroso" nella censura dell'Impero giapponese, è un vero e proprio romanzo di formazione.
È stato tradotto in italiano SE nel 2007 nella collana Biblioteca dell'Eros.

## Trama
Il protagonista della storia, che si chiama Shizuka Kanei, è inteso come una rappresentazione semi-autobiografica dello stesso autore; egli riflette così sulla propria esperienza di vita omo-sessuale anche e soprattutto dal punto di vista filosofico.

## Argomenti
Diario intimo sulla nascita del desiderio sentimentale e amoroso, un'opera che mette a nudo i primi turbamenti dell'adolescenza; ma anche un lavoro di fine ironia, il cui significato non consta essenzialmente né nell'introspezione diaristica né nella fascinazione erotica, bensì nell'operazione critica con cui uno dei maggiori intellettuali del proprio tempo, prende di mira tanto le usanze oramai anacronistiche della tradizione nipponica quanto le novità ancora molto mal assimilate da essa.